# Tiempos menos modernos

 Tiempos menos modernos es una coproducción argentino-chilena dirigida por Simón Franco sobre su propio guion escrito en colaboración con Laura Ávila que se estrenó el 29 de marzo de 2012 y que tuvo como protagonistas a Oscar Payaguala, Nicolás Saavedra y Pampa Fernández.

## Reparto
- Oscar Payaguala, como Payaguala.
- Nicolás Saavedra, como Felipe.
- Pampa Fernández, como Bartolomé.
- Esteban Meloni, como Juan Martín.
- Alexia Moyano, como Alma.
- Gabriela Rádice, como conductora.
- Natalia Santiago, como Manuela.